# Mehanika
Mehanika (grč. μηχανιϰὴ, mēhanikē, 'naprava, sprava, stroj'; kasnolat. mechanica < grč. μηχανιϰὴ [τέχνη], od μηχανιϰός 'domišljat') najstarija je i najveća od osnovnih grana fizike. Proučava najjednostavnije oblike gibanja materije (mehanička gibanja) ili promjene položaja materijalnih tijela u prostoru ovisno o vremenu. Promjene položaja tijela posljedice su nekog vanjskog uzroka ili sile pa se u mehanici proučavaju i sile (istražuju se uzroci gibanja). Pri tome se proučavaju opće zakonitosti uzajamna djelovanja između tijela i sile, koje se zatim provjeravaju pokusom. Osnovni problemi kojima se bavi mehanika jesu gibanje tijela i ravnoteža sila.
Polazeći od osnovnih pojmova mehanike, prostora, vremena, sile i mase, Isaac Newton postavio je tri osnovna zakona (aksioma) mehanike na kojima se zasniva Newtonova ili klasična mehanika. Teorijska proučavanja pojava i zakona gibanja, određivanje njihovih zakonitosti i poučaka bez obzira na njihovo značenje u stvarnom životu i upotreba samo matematičkih sredstava pripadaju teorijskoj ili racionalnoj mehanici. Mehanika u kojoj se zakoni i metode teorijske mehanike primjenjuju u tehnici zove se tehnička ili primijenjena mehanika.
U mehanici se uglavnom primjenjuje dedukcija (deduktivna metoda): najprije se odrede (formuliraju) opći pojmovi i zakoni, a zatim se logičkim zaključivanjem s pomoću matematičkih i geometrijskih metoda izvode ostali poučci. Pri tome se polazi od najjednostavnijih objekata: čestice i krutog tijela, a zatim se postupno uzimaju u obzir i druga fizikalna svojstva (elastičnost, plastičnost i slično) te se tako približuje točnijem poznavanju zakona gibanja i ravnoteže stvarnih tijela u prirodi.
Zakoni i metode mehanike imaju široku primjenu u znanosti pri rješavanju najrazličitijih i često složenih tehničkih problema. Svi tehnički proračuni pri projektiranju i gradnji građevina, strojeva i mehanizama, vozila ili pri proučavanju leta upravljivih i neupravljivih svemirskih letjelica i inih zasnivaju se na zakonima mehanike. Posebno značenje dobila je mehanika kada je započelo doba istraživanja svemira umjetnim nebeskim tijelima. Proračuni svemirskih putanja i razrada metoda upravljanja letom svemirskih letjelica vrlo su složeni mehanički problemi.

## Pretpostavke u mehanici
Proučavanje gibanja materijalnih tijela u mehanici osniva se na sljedećim pretpostavkama:
- česticom (materijalnom točkom) smatra se tijelo zanemarljivo malih mjera, ali konačne mase; taj je pojam osobito važan u dinamici, dok se u kinematici može svesti na geometrijsku točku. Ulogu čestice može imati središte inercije sustava čestica, pri čemu se smatra da je u njima usredotočena masa cijelog sustava, na primjer planeti su čestice ako se promatra njihovo gibanje oko Sunca ne uzimajući u obzir njihovu vlastitu vrtnju (rotaciju);
- apsolutno čvrsto (kruto) tijelo naziva se tijelo u kojemu razmak između dvije bilo koje njegove točke ostaje uvijek nepromijenjen. Ako se taj razmak mijenja, tijelo se zove čvrsto (deformabilno);
- pretpostavka o neprekidnoj sredini (kontinuumu) dopušta promjenu uzajamnog rasporeda osnovnih (elementarnih) volumena (obujma). Tada, za razliku od krutog tijela, treba zadati beskonačno mnogo čimbenika (parametara) da se odredi gibanje tijela. U neprekidne sredine pripadaju čvrsta, tekuća i plinovita tijela.

## Osnovna podjela mehanike
Mehanika se obično razvrstava na:
- mehanika čestice (materijalne točke),
- mehanika sustava čestica (materijalnih točaka),
- mehanika čvrstog (krutog) tijela bavi se proučavanjem gibanja i ravnoteže tijela kod kojih se relativni položaj točaka tijela ne mijenja. Često je dovoljno proučavati samo gibanje težišta, što se onda svodi na mehaniku čestice (materijalne točke). Dijeli se na:
  - statika,
  - kinematika,
  - dinamika,
  - mehanika deformacija.
- analitička mehanika
- mehanika neprekidnih sredina (mehanika kontinuuma), koja se dalje dijeli na:
  - nauka o čvrstoći ili mehanika čvrstih tijela proučava promjene oblika (pomaci, deformacije) i unutrašnje sile (naprezanja) čvrstih tijela, koja mogu biti elastična, plastična, visokoelastična i slično.
  - mehanika fluida ili hidromehanika (mehanika plinova ili aeromehanika, dinamika plinova ili aerodinamika),
  - hidraulika,
- zakone mehanike primijenjene za potrebe građevinarstva, strojarstva, gradnje brodova, zrakoplova i tako dalje proučava primijenjena ili tehnička mehanika,
- nebeska mehanika,
- statistička mehanika,
- prema metodi rješavanja problema razlikuje se i eksperimentalna mehanika,[2]
- kvantna mehanika,
- relativistička mehanika.

Da bi se zadovoljili posebni problemi pojedinih grana u različitim područjima tehnike, razvila su se posebna područja tehnike, kao na primjer teorija mehanizama, dinamika strojeva, teorija žiroskopa, balistika, dinamika raketa, koje primjenjuju zakone mehanike krutog tijela. Nauka o čvrstoći ili otpornosti materijala i hidraulika imaju zajedničke osnove s teorijom elastičnosti, odnosno hidrodinamikom, ali one se bave praktičnim metodama proračunavanja, koje neznatno mijenjaju rezultate pokusa. Mehanika kao najstarija grana fizike razvijala se usporedno s drugim granama fizike, kao na primjer termodinamikom, optikom i drugim. 

### Statika
Statika je područje mehanike u kojem se proučavaju uvjeti ravnoteže, promatrajući mirovanje kao posebni slučaj gibanja. U statici se radi samo s pojmovima: prostor i sila.

### Kinematika
Kinematika je područje mehanike u kojem se proučava gibanje tijela bez obzira na uzrok zbog kojeg je takvo gibanje nastalo. Gibanje se promatra pri zadanim geometrijskim uvjetima u zavisnosti od vremena i, prema tome, radi samo s pojmovima: prostor i vrijeme.

### Dinamika
Dinamika je područje mehanike u kojem se proučava zavisnost između gibanja i sila koje djeluju na tijelo, uzimajući u obzir i njegovu masu, pa radi samo s pojmovima: prostor,  vrijeme, sila i masa.

### Analitička mehanika
Analitička mehanika je formulacija klasične mehanike koja koristi varijacijske principe kako bi izvela jednadžbe gibanja. Razlikuje se od vektorske mehanike (Newtonove mehanike) po tome što se ne koriste vektorske veličine i 3. Newtonova zakona, nego se koriste skalarne veličine, točnije funkcionali (funkcije čije su varijable funkcije, Funkcionalna analiza), a rezultati se izvode varijacijom tih istih skalarnih veličina.
Analitička mehanika se dijeli na različite formalizme. Najpoznatiji formalizmi su Lagrangeova mehanika, Hamiltonova mehanika i Hamilton-Jacobijeva formulacija. Hamilton-Jacobijeva ujedinjuje optiku i klasičnu mehaniku u jednu cjelinu i nudi elegantan prijelaz na kvantnu mehaniku.

### Nauka o čvrstoći
Nauka o čvrstoći je grana mehanike koja proučava čvrstoću, krutost i stabilnost konstrukcija i strojeva, te jednostavnih konstrukcijskih cjelina. Čvrstoća konstrukcije je sposobnost prenošenja sila i opterećenja bez loma materijala, trajnih plastičnih deformacija ili oštećenja (pukotina). Krutost konstrukcije je otpornost konstrukcije prema deformiranju. Elastična stabilnost konstrukcije je sposobnost konstrukcije da zadrži početan ravnotežni oblik. Gubitak elastične stabilnosti naziva se izvijanje. 
Osim naziva nauka o čvrstoći upotrebljava se i naziv otpornost materijala. Oba su naziva tradicionalna i ne odgovaraju u potpunosti. Ne radi se o otpornosti (čvrstoći) materijala, nego o čvrstoći dijelova konstrukcija! Međutim, osim čvrstoće proučava se još krutost i stabilnost, pa ni naziv nauka o čvrstoći nije potpuno prikladan, iako je bolji od naziv otpornost materijala. Bolji naziv bio bi mehanika deformabilnih čvrstih tijela, slično nazivu mehanika krutih tijela ili mehanika fluida. Nauka o čvrstoći je u prvom redu tehnička (inženjerska) disciplina kojoj je svrha da što jednostavnijim metodama na zadovoljavajući, približan način riješi probleme iz tehničke prakse. Ponekad se susreće i naziv elastostatika, koja proučava statičke probleme elastičnih tijela. Ni taj naziv nije dobra zamjena za naziv nauka o čvrstoći, jer ona proučava i neelastična tijela i dinamičke probleme, pa se čini opravdanim zadržati naziv nauka o čvrstoći.

### Mehanika fluida
Mehanika fluida ili hidromehanika je grana fizike koja proučava zakone ravnoteže i strujanja fluida, a obuhvaća hidrostatiku i hidrodinamiku. Polazi od pretpostavke da su fluidi neprekidni odnosno zanemaruje njihovu molekulsku građu. Zakoni su jednaki za tekućine i plinove, dok je stišljivost plinova zanemariva. Nastojanja da se otkriju zakoni gibanja tekućine sežu u najdalju prošlost, no znanstvenu je podlogu hidromehanika dobila u 17. stoljeću (Daniel Bernoulli, Jean le Rond d'Alembert, Leonhard Euler). Najprije se razvila takozvana klasična hidromehanika, kojoj je predmet proučavanja idealna ili savršena tekućina, to jest tekućina bez trenja (viskoznost), nestlačiva i nerastegljiva. Međutim, mnogi rezultati dobiveni takvim idealiziranjem nisu bili upotrebljivi u praksi i to osobito zbog zanemarivanja trenja. Zbog toga se nastoje odrediti prirodni zakoni prema kojima se vladaju realni fluidi (hidraulika). Rješavanje problema hidromehanike može biti matematički složeno pa se danas najčešće koriste numeričke metode i računala.

### Primijenjena ili tehnička mehanika
Primijenjena mehanika obuhvata naprave, sustave ili njihove dijelove, kod kojih se glavni učinak (na primjer prijenos energije) postiže gibanjem ili djelovanjem jednog ili više pokretnih elemenata (poluga, zupčanika, sječiva), a također i djelatnost koja se bavi proučavanjem, konstruiranjem, proizvodnjom i održavanjem tih naprava i sustava (na primjer precizna mehanika ili finomehanika, automehanika, elektromehanika).

### Nebeska mehanika
Nebeska mehanika je grana astronomije koja proučava gibanje nebeskih tijela pod djelovanjem sile, te stanje ravnoteže samih tijela. U užem smislu, to je primjena klasične mehanike, a osim gravitacijske sile uključuje tlak elektromagnetskog zračenja, elektromagnetske sile i otpor atmosfere u kojoj se gibaju umjetni sateliti. Izraz astrodinamika označuje primjenu nebeske mehanike na umjetne satelite i međuplanetarne letjelice, a dinamička astronomija primjenu na sva gledišta nebeske mehanike i na sva tijela u svemiru. Stelarna dinamika primjena je nebeske mehanike na gibanje zvijezda u galaktici.
Nebeska mehanika proučava gravitacijske sile, koje su sveprisutne i djeluju na svim svemirskim prostranstvima. Newtonov zakon gravitacije tumači gibanje planeta oko Sunca, gibanje složenih sustava u svemiru do najvećih daljina, stvaranje i oblik nebeskih tijela. Pritom treba zapaziti jedno vrlo važno pravilo: znanje o osobinama drugih i dalekih nebeskih tijela stječe se jednako točnim, jednako valjanim metodama kao što su metode kojima se koristimo kad istražujemo najbliža nebeska tijela i tijela u laboratoriju.

### Kvantna mehanika
Kvantna mehanika je teorija gibanja dinamičkih sustava čestica prema kojoj sve mjerljive veličine mogu poprimiti samo diskretne vrijednosti (kvant). Teorija izrasla isključivo na Planckovu postulatu postojanja kvantne jedinice (konstante), uvedenome 1900. Time je omogućeno razumijevanje dviju pojava koje nisu mogle biti objašnjene u okvirima klasične fizike: zračenja crnoga tijela (takozvana ultraljubičasta katastrofa - John William Strutt Rayleigh) i fotoelektričnog učinka. Uvodeći hipotezu o diskretnim iznosima izraženima u kvantnim jedinicama h (Planckova konstanta), u kojima se mijenja energija harmoničkog oscilatora, Max Planck dao je točan opis spektra zračenja crnoga tijela. Korak dalje učinio je Albert Einstein 1905., spoznavši da kvantizirani oscilatori emitiraju zračenje koje također mora biti kvantizirano. Shvaćajući svjetlost kao roj čestica (fotona, određene energije E = hν i impulsa p = h/λ), na taj je način objasnio fotoelektrični učinak. Takvo pripisivanje čestičnih svojstava elektromagnetskom valu dovelo je na fizikalnu scenu problem valno-čestične dualnosti. Iz dvaju smjerova, na kojima se pokušavao razriješiti taj problem, izrastao je matematički formalizam kvantne mehanike.
Prvi smjer rješavanja problema dualnosti oslanjao se na korpuskularna svojstva tvari. Niels Bohr, koji je u Kopenhagenu okupljao vrsne fizičare (Hans Kramers, John Clarke Slater, Wolfgang Pauli, Werner Heisenberg, Pascual Jordan), objasnio je 1913. opaženi spektar vodikova atoma uvođenjem postulata stacionarnih energijskih stanja u kojima borave elektroni. Pauli je formulirao princip isključenja kao teorijski temelj periodnoga sustava elemenata. Otkriven je princip korespondencije, prema kojem u području velikih kvantnih brojeva vrijedi klasična mehanika. Druga je manifestacija toga principa Heisenbergov princip neodređenosti, ΔpΔq > h/(2π), prema kojemu je nemoguće istodobno točno mjeriti i impuls i položaj neke čestice (maksimalna moguća točnost određena je Planckovom konstantom).
Drugu formulaciju kvantne mehanike dao je Erwin Schrödinger 1926. u obliku diferencijalne jednadžbe za valove materije prikazane valnom funkcijom. On je pokazao i ekvivalentnost toga pristupa s Heisenbergovom matričnom mehanikom. Schrödingerova se jednadžba mogla riješiti za neke jednostavnije fizikalne probleme, a uporabom računa smetnje obuhvaćen je golem broj problema materijalnoga svijeta.
Iako od 1925. nije uočena nijedna pojava koja bi dovodila u pitanje kvantnu mehaniku, vođene su rasprave o potpunosti te teorije. Kvantna mehanika ponovno je dobila zamah 1928. u Diracovu spoju kvantne mehanike i specijalne teorije relativnosti u obliku kvantne teorije polja (relativističke kvantne mehanike), kao što je kvantna elektrodinamika, koja je predvidjela postojanje pozitrona, antičestice elektrona. Ustanovljena na proučavanju atomske fizike gdje vlada elektromagnetizam, kvantna mehanika omogućila je otkrića novih temeljnih sila subatomskoga svijeta.

### Relativistička mehanika
Treba imati u vidu da klasična mehanika samo približno vjerno opisuje pojave gibanja u prirodi, jer se ona zasniva na pretpostavkama koje ne izražavaju posve točno geometriju svijeta i način djelovanja tijela u prirodi. To je postalo očigledno nakon što je Albert Einstein postavio specijalnu teoriju relativnosti, na kojoj se zasniva relativistička mehanika. Međutim, klasična mehanika, koja je zapravo posebni (točnije rečeno granični) slučaj relativističke mehanike, ne gubi svoje značenje, jer njeni poučci za brzine gibanja koje su dovoljno malene u usporedbi s brzinom svjetlosti, s velikom točnošću zadovoljavaju zahtjeve mnogih grana tehnike.

## Osnovni pojmovi i metode mehanike
Zakoni klasične mehanike vrijede za takozvane inercijske ili Galilejeve koordinatne sustave, pa se u granicama u kojima vrijedi klasična (Newtonova) mehanika vrijeme može smatrati nezavisnim od prostora. Osnovne kinematičke mjere gibanja su brzina, koja ima osobinu vektora jer određuje ne samo tok promjene puta s vremenom nego i pravac gibanja, i ubrzanje (akceleracija) koji predstavlja mjeru promjene vektora brzine u ovisnosti od vremena. 
Kao mjere kružnog gibanja (rotacije) krutog tijela služe vektor kutne brzine i vektor kutnog ubrzanja. U statici elestičnog tijela osnovno značenje ima vektor pomaka i pripadni mu tenzor deformacija, u kojem su obuhvaćeni pojmovi relativnih produljenja i klizanja.
Pri proučavanju polja brzina tekućine u stanju gibanja upotrebljavaju se pojmovi vrtloga, koji obilježava vrtnju čestice, i pojmovi tenzora brzina deformacija. 

### Sila
Sila je osnovni pojam uzajamnog djelovanja tijela koji obilježava promjenu mehaničkog gibanja ovisno o vremenu. Sve bitne značajke sile, kao na primjer jakost (intenzitet), pravac i smjer djelovanja, te njeno hvatište jednoznačno određuju silu kao vektor. 
Pojam sile uveden je Newtonovim zakonima mehanike. Prvi Newtonov zakon (zakon inercije) obilježava gibanje tijela prema uvjetima njihove izoliranosti od drugih tijela ili pri uravnoteženosti vanjskih djelovanja. Drugi Newtonov zakon ustanovljuje količinsku vezu između sile koja djeluje na česticu i promjene količine gibanja koju pobuđuje ta sila. Treći Newtonov zakon izražava da su uzajamna djelovanja dvaju tijela uvijek jednaka i imaju isti pravac djelovanja, ali su suprotnog smjera. Dok se prva dva zakona odnose na jednu česticu, treći ima osnovno značenje za sustave čestica. Usporedno s tim trima osnovnim zakonima dinamike vrijedi i zakon nezavisnosti djelovanja sile, koji se svodi na pravilo paralelograma sila. 

### Količina gibanja i kinetička energija
Osim navedenih pojmova gore, u mehanici se primjenjuju i druge veličine gibanja i djelovanja. Najvažnije su: vektorska veličina količina gibanja koja je jednaka umnošku mase i vektora brzine i skalarna veličina kinetička energija koja je jednaka polovici umnoška mase i kvadrata brzine. Pri vrtnji (rotaciji) krutog tijela njegova su inercijska svojstva zadana tenzorom inercije, koji u svakoj točki tijela određuje dinamičke momente inercije i centrifugalne momente s obzirom na tri osi što prolaze kroz tu točku. Kao mjera kružnog gibanja krutog tijela služi vektor momenta količine gibanja, koji je jednak umnošku momenta inercije i kutne brzine. 

### Impuls sile i mehanički rad
Kao mjere djelovanja sile služe: vektorska mjera impuls sile koji je jednak umnošku sile i djeliću vremena njenog djelovanja i skalarna mjera mehanički rad koji je skalarni umnožak vektora sile i osnovnom pomaku njena hvatišta. Pri kružnom gibanju kao mjera djelovanja služi moment sile. 

### Hookeov zakon
Proučavanje ravnoteže i gibanja u mehanici neprekidnih sredina (mehanika kontinuuma) zasniva se na zakonima veze između tenzora deformacije ili brzina deformacija. Takav je Hookeov zakon u statici linijskog (linearnog) elestičnog tijela i Newtonov zakona u dinamici viskozne tekućine. Postoje i drugi odnosi koji točnije obilježavaju pojave što nastaju u realnim tijelima, kao na primjer teorija puzanja, teorija opuštanja (relaksacije) i drugi.

## Povijest mehanike
Mnogi povijesni spomenici govore da su se ljudi bavili mehanikom i u dalekoj prošlosti. Piramide drevnog Egipta, viseći vrtovi Babilona, Stonehenge, hramovi i luke stare Grčke, mostovi i vodovodi starog Rima i mnoge druge građevine, dokazuju da su ljudi već u starom vijeku raspolagali s iskustvenim znanjima s područja mehanike. Ljubljanski drveni kotač je najstariji drveni kotač s osovinom na svijetu, a star je oko 5150 godina. Osim toga, drevni ljudi su se dosta bavili nebeskom mehanikom, promatranjem i proučavanjem gibanja nebeskih tijela, pa se može reći da su prvi početci mehanike istodno s početcima ljudske civilizacije i religije. Mehanizam iz Antikitere je složen mehanički uređaj sa zupčanicima i brojčanicima, a služio je za predviđanje položaja planeta, Sunca i Mjeseca i pretpostavlja se da potječe od 150. do 100. pr. Kr.
Srednji vijek je bio razdoblje stvaranja osnova mehanike. S razvojem novih zanata, trgovine, plovidbe i ratnih vještina, i u vezi s tim sakupljenih novih znanja, u 14. i 15. stoljeću (renesansa) dolazi do uzleta znanosti i umjetnosti. Događaj koji je korjenito promijenio dotadašnji pogled na svijet i život je bio rad Nikole Kopernika (1473. – 1543.), koji je objavio heliocentrični (Kopernikov) sustav svijeta, koji se zasniva na tvrdnjama da se Zemlja okreće oko svoje osi i da kruži oko Sunca. Ove tvrdnje su uskoro bile prihvaćene u znanstvenim krugovima.
Glavna zasluga točnog određivanja osnovnih zakona klasične mehanike pripada Isaacu Newtonu (1643. – 1728.), koji je u djelu Matematička načela prirodne filozofije (u to vrijeme se fizika nazivala prirodnom filozofijom) objavljenom 1687., skupio sva dotadašnja znanja na području mehanike i pokazao put daljnjeg razvoja mehanike za nekoliko stoljeća unaprijed. Newton uvodi pojam mase, točnije određuje pojam sile i pomuću svojih tri Newtonovih zakona gibanja izgrađuje čitavu mehaniku. Newton je otkrio i zakon unutrašnjeg trenja (viskoznost) u tekućinama i plinovima. Njegovim djelom započinje i novo doba teorijske mehanika. Na osnovu Keplerovih zaključaka o privlačenju među nebeskim tijelima i drugih nastojanja u 17. stoljeću, objasnio Newtonov zakon gravitacije. Iz njega je matematički izveo Keplerove zakone i to je smatrao dokazom da je pretpostavka izrečena zakonom gravitacije dobro izabrana. Newton je smatrao da taj zakon vrijedi i za mehaniku na Zemlji, pa da je uzrok padanja kamena u toj općoj gravitaciji, a da on vrijedi i u nebeskim prostranstvima. Ipak, Newton nije odredio prirodu tog privlačenja (gravitacije), jer bi to tražilo da se postavljaju pretpostavke koje ne proizlaze iz pokusa, što je on smatrao nedopustivim.
Bitna nadogradnja Newtonove klasične mehanike počinje početkom 20. stoljeća, i to u dva smjera: specijalna teorija relativnosti Alberta Einsteina (1905.) i Planckovim otkrićem elementarnog kvanta energije (1900.). Jedna je od bitnih posljedica teorije relativnosti, za razliku od klasične mehanike, da masa nije konstanta, već je funkcija brzine kojom se tijelo giba i da postoji jednakost između mase i energije, E = m ∙ c2, ili da su masa (m) i energija (E) samo dva oblika kojima se prikazuje materija.

## Vanjske poveznice
- Web courseware Povijest fizike  Arhivirana inačica izvorne stranice od 2. kolovoza 2012. (Wayback Machine)